# ルイス・ガルシア (1978年生のサッカー選手)
ルイス・ハビエル・ガルシア・サンス（Luis Javier García Sanz、1978年6月24日 - ）は、スペイン・バダロナ出身の元サッカー選手。元スペイン代表。ポジションはMF（LSM）・FW（SS）。

## クラブ経歴

### スペイン時代
カタルーニャ州・バルセロナ県・バダロナに生まれ、FCバルセロナの下部組織で育った。FCバルセロナBで2シーズンを送った後、1999年夏にプリメーラ・ディビシオン（1部）のレアル・バリャドリードにレンタル移籍し、8月22日のCDヌマンシア戦(0-1)でトップリーグ初出場を果たした。2000年1月にはセグンダ・ディビシオン（2部）のCDトレドにレンタル移籍し、1999-2000シーズン終了までに4得点を挙げたが、CDトレドはセグンダ・ディビシオンB（3部）降格となった。2000-01シーズンにレンタルで所属したCDテネリフェではラファエル・ベニテス監督の下で16得点と大ブレイクを果たし、プリメーラ・ディビシオン昇格を決めた。2001-02シーズンは再びプリメーラ・ディビシオンのバリャドリードにレンタル移籍し、25試合に出場して7得点を挙げたが、その中には古巣テネリフェ戦(5-1)での2得点も含まれる。
2002年夏、360万ユーロの移籍金でアトレティコ・マドリードに完全移籍し、2002-03シーズンは9得点と気を吐いたため、ユース時代に所属していたバルセロナが優先交渉権を行使し、140万ユーロを支払って獲得した。2003-04シーズンはバルセロナのトップチームで初めてプレーし、バレンシアCFに勝ち点5差のリーグ戦2位でシーズンを終えた。

### リヴァプール

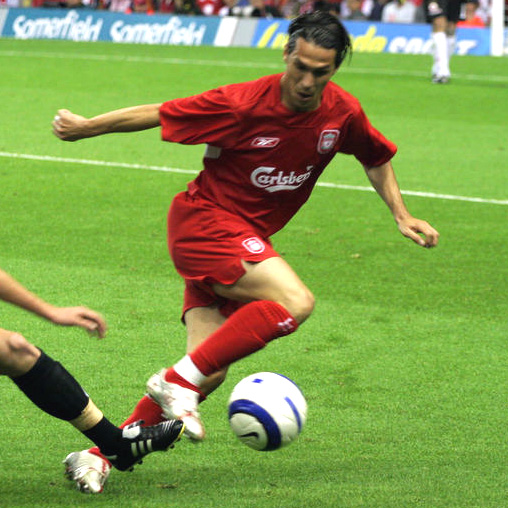
リヴァプール時代のルイス・ガルシア

2004年8月、CDテネリフェ時代の恩師ベニテスが指揮を執っていたプレミアリーグのリヴァプールFCに移籍した。移籍金は600万ポンドであり、背番号10を譲り受けた。そもそもエル＝ハッジ・ディウフの控えとして加入したが、ディウフの代役以上の存在であることを証明し、チームの攻撃陣に欠かせない構成要素となった。8月29日のボルトン・ワンダラーズFC戦(0-1)でプレミアリーグデビューしたが、正当だと思われた得点はオフサイドという判定で認められなかった。9月11日にアンフィールドで行われたウェスト・ブロムウィッチ・アルビオンFC戦(3-0)で移籍後初得点を決め、2005年3月20日のマージーサイド・ダービー（エヴァートンFC戦、2-1）でも得点するなど、2004-05シーズンはリーグ戦で8得点を積み重ねた。UEFAチャンピオンズリーグでは、準々決勝のユヴェントスFC戦ファーストレグで放ったドライブシュートが決勝点となり、準決勝のチェルシーFC戦の4分に決めた得点は相手のジョゼ・モウリーニョ監督から「ゴースト・ゴール」と呼ばれる疑惑の決勝点となった。5月25日にはACミランとの決勝戦(3-3)に出場してPK戦の末に勝利し、2004-05シーズンはUEFAチャンピオンズリーグのタイトルを獲得するとともに公式戦を通じて13得点を挙げ、キャリアの全盛とも言えるシーズンとなった。
2005年夏のUEFAスーパーカップ・PFC CSKAモスクワ戦(3-1)ではチームの3点目を決めてタイトル獲得に貢献した。2005-06シーズンは大きなインパクトを残せなかったが、FAカップ準決勝でチェルシーを下したゴールのように重要な得点をいくつか奪った。準決勝後のリーグ戦（皮肉にもウェストハム・U戦であった）で退場処分を受け、決勝のウェストハム・ユナイテッドFC戦には出場できなかったが、チームはPK戦の末に勝利して優勝した。2007年1月10日、フットボールリーグカップのアーセナルFC戦(3-6)がリヴァプールでの最後の試合となった。この試合で右膝の前十字靱帯を損傷し、少なくとも6か月は戦線離脱することになった。リヴァプールでは公式戦121試合に出場して30得点を決めたが、このうち10得点はUEFAチャンピオンズリーグで決めたものであり、この10得点の半分は2004-05シーズンの同大会決勝トーナメントで決めた得点だった。サポーターとの関係は良好であり、You Are My Sunshineというチャント（Luis García, he drinks Sangria / he came from Barça to bring us joy! / He's five foot seven, he's football heaven / So please don't take our Luis away!）が頻繁に歌われた。リヴァプールのウェブサイト上で行われた、「コップ（リヴァプールサポーター）に衝撃を与えた選手100人」を選ぶオンライン投票によると、現役選手としてはジェイミー・キャラガーとスティーヴン・ジェラードに次ぐ43位という高位置にランクインした。2007年8月21日にはリヴァプールTV がルイス・ガルシアからサポーターに向けられたメッセージを放送し、多くのファンを感動させた。

### スペイン復帰
2007年夏、29歳となった彼は移籍金約400万ユーロで古巣アトレティコに移籍した。ほぼ同時期にはフェルナンド・トーレスがアトレティコからリヴァプールに移籍したが、ふたつの移籍交渉は別々に行われた。移籍初年度の2007-08シーズンは主にポルトガル代表のシモン・サブローザの控えを務めたが、リーグ戦30試合に出場した。2008-09シーズンのUEFAチャンピオンズリーグ・グループ。同シーズンはポジション争いがいっそう困難を極め、後半途中からピッチに送り出されることが多かったほか、試合への招集リスト18人に含まれないこともしばしばあった。2009年8月11日、ラシン・サンタンデールと1年契約を結んだ。2009-10シーズンはリーグ戦15試合の出場（無得点）にとどまり、ラシン・サンタンデールはかろうじてセグンダ・ディビシオン残留となった。

#### キャリア晩年
2010年8月28日、ギリシャ・スーパーリーグのパナシナイコスFCと1年契約を結んだ。9月4日、古巣リヴァプールのジェイミー・キャラガーの功労記念試合（エヴァートンFC戦）に出場し、2分に得点した。その3日後の9月7日には、カンプ・ノウで行われたUEFAチャンピオンズリーググループリーグのFCバルセロナ戦(1-5)の終盤20分間に出場した。
2011年7月1日、メキシコ・リーガMXのプエブラFCと契約した。7月23日のCFアトラス戦で移籍後初得点を挙げた。2012年に同リーグのUNAMプーマスに移籍した。
2014年1月14日に現役引退を発表した。

### 現役復帰
2014年7月、自身のTwitterで現役復帰とインディアン・スーパーリーグのアトレティコ・デ・コルカタに加入することを発表した。

## 代表経歴
2004-05シーズンはリヴァプールFCに移籍して実り多いシーズンを送り、2005年3月26日にサラマンカで行われた中国との親善試合(3-0)でスペイン代表デビューを果たした。2006 FIFAワールドカップ・ヨーロッパ予選プレーオフ・スロバキア戦ではハットトリックを挙げ、本大会出場の立役者となった。本大会の参加メンバーにも選ばれ、先発出場したグループリーグのウクライナ戦とチュニジア戦に勝利したが、後半途中から起用された決勝トーナメント1回戦のフランス戦に敗れて敗退した。

## 人物
既婚者であり、ふたりの子どもがいる。ボアヴィスタFCに在籍しているハビ・ガルシアは従兄弟である。

## 個人成績
| クラブ成績   | クラブ成績        | クラブ成績     | リーグ | リーグ | カップ   | カップ   | リーグ杯 | リーグ杯            | 国際大会       | 国際大会       | 通算 | 通算 |
| シーズン     | クラブ            | リーグ         | 出場   | 得点   | 出場     | 得点     | 出場     | 得点                | 出場           | 得点           | 出場 | 得点 |
| スペイン     | スペイン          | スペイン       | リーグ | リーグ | 国王杯   | 国王杯   | リーグ杯 | リーグ杯            | ヨーロッパ     | ヨーロッパ     | 通算 | 通算 |
| ------------ | ----------------- | -------------- | ------ | ------ | -------- | -------- | -------- | ------------------- | -------------- | -------------- | ---- | ---- |
| 1997–98      | バルセロナ B      | セグンダB      | 42     | 17     | 0        | 0        |          |                     | 0              | 0              | 42   | 17   |
| 1998–99      | バルセロナ B      | セグンダ       | 36     | 10     | 0        | 0        |          |                     | 0              | 0              | 36   | 10   |
| 1999–00      | バジャドリード    | プリメーラ     | 6      | 0      | 0        | 0        |          |                     | 0              | 0              | 6    | 0    |
| 1999–00      | トレド            | セグンダ       | 17     | 4      | 0        | 0        |          |                     | 0              | 0              | 17   | 4    |
| 2000–01      | テネリフェ        | セグンダ       | 40     | 16     | 1        | 0        |          |                     | 0              | 0              | 41   | 16   |
| 2001–02      | バリャドリード    | プリメーラ     | 25     | 7      | 4        | 3        |          |                     | 0              | 0              | 29   | 10   |
| 2002–03      | A・マドリード     | プリメーラ     | 30     | 9      | 2        | 0        |          |                     | 0              | 0              | 32   | 9    |
| 2003–04      | バルセロナ        | プリメーラ     | 25     | 4      | 6        | 1        |          |                     | 7              | 3              | 38   | 8    |
| イングランド | イングランド      | イングランド   | リーグ | リーグ | FAカップ | FAカップ | FLカップ | FLカップ            | ヨーロッパ     | ヨーロッパ     | 通算 | 通算 |
| 2004–05      | リヴァプール      | プレミア       | 29     | 8      | 0        | 0        | 3        | 0                   | 12             | 5              | 44   | 16   |
| 2005–06      | リヴァプール      | プレミア       | 31     | 7      | 3        | 1        | 1        | 0                   | 13             | 3              | 48   | 11   |
| 2006–07      | リヴァプール      | プレミア       | 17     | 3      | 1        | 0        | 1        | 0                   | 7              | 3              | 26   | 6    |
| スペイン     | スペイン          | スペイン       | リーグ | リーグ | 国王杯   | 国王杯   | リーグ杯 | リーグ杯            | ヨーロッパ     | ヨーロッパ     | 通算 | 通算 |
| 2007–08      | A・マドリード     | プリメーラ     | 30     | 2      | 6        | 0        |          |                     | 5              | 1              | 41   | 3    |
| 2008–09      | A・マドリード     | プリメーラ     | 18     | 0      | 3        | 0        |          |                     | 2              | 0              | 23   | 0    |
| 2009–10      | R・サンタンデール | プリメーラ     | 15     | 0      |          |          |          |                     |                |                | 15   | 0    |
| ギリシャ     | ギリシャ          | ギリシャ       | リーグ | リーグ | カップ   | カップ   | リーグ杯 | リーグ杯            | ヨーロッパ     | ヨーロッパ     | 通算 | 通算 |
| 2010–11      | パナシナイコス    | スーパーリーグ | 14     | 1      |          |          |          |                     | 6              | 0              | 20   | 1    |
| メキシコ     | メキシコ          | メキシコ       | リーグ | リーグ | カップ   | カップ   | リーグ杯 | リーグ杯            | 北中米カリブ海 | 北中米カリブ海 | 通算 | 通算 |
| 2011–12      | プエブラ          | プリメーラ     | 9      | 4      |          |          |          |                     |                |                | 9    | 4    |
| 通算         | スペイン          | スペイン       | 283    | 69     | 13       | 4        | -        | -                   | 14             | 4              | 310  | 77   |
| 通算         | イングランド      | イングランド   | 77     | 18     | 4        | 1        | 5        | 0                   | 32             | 11             | 118  | 33   |
| 通算         | ギリシャ          | ギリシャ       | 14     | 1      | 0        | 0        | 0        | 0                   | 6              | 0              | 20   | 1    |
| 通算         | メキシコ          | メキシコ       | 9      | 4      | 0        | 0        | 0        | 0\|\|\|\|\|\|9\|\|4 |                |                |      |      |
| 総通算       | 総通算            | 総通算         | 383    | 93     | 17       | 5        | 5        | 0                   | 52             | 15             | 457  | 115  |

## 代表歴

### 出場大会
- スペイン代表
  - 2006 FIFAワールドカップ

### 試合数
- 国際Aマッチ 18試合 4得点（2005年-2006年）[13]

| スペイン代表 | 国際Aマッチ | 国際Aマッチ |
| 年           | 出場        | 得点        |
| ------------ | ----------- | ----------- |
| 2005         | 6           | 3           |
| 2006         | 12          | 1           |
| 通算         | 18          | 4           |

### 得点
| # | 開催日         | 開催地                                         | 対戦国             | スコア | 結果 | 大会                          |
| - | -------------- | ---------------------------------------------- | ------------------ | ------ | ---- | ----------------------------- |
| 1 | 2005年11月12日 | マドリード、エスタディオ・ビセンテ・カルデロン | スロバキア         | 1-0    | 5-1  | 2006 FIFAワールドカップ・予選 |
| 2 | 2005年11月12日 | マドリード、エスタディオ・ビセンテ・カルデロン | スロバキア         | 2-0    | 5-1  | 2006 FIFAワールドカップ・予選 |
| 3 | 2005年11月12日 | マドリード、エスタディオ・ビセンテ・カルデロン | スロバキア         | 4-1    | 5-1  | 2006 FIFAワールドカップ・予選 |
| 4 | 2006年9月2日   | バダホス、エスタディオ・ヌエボ・ビベーロ       | リヒテンシュタイン | 4-0    | 4-0  | UEFA EURO 2008予選            |

## タイトル

### クラブ
- リヴァプールFC

UEFAチャンピオンズリーグ : 2004-2005
UEFAスーパーカップ : 2005
FAカップ : 2005-2006
FAコミュニティ・シールド : 2006
- アトレティコ・マドリード

UEFAインタートトカップ : 2007

### 個人
UEFAチーム・オブ・ザ・イヤー : 2005

## 出演

### イベント
- #クラシコ祭（2017年12月23日、東京・ニコファーレ） - ラ・リーガアンバサダー[14]